# 하드 록 헬
하드 록 헬(Hard Rock Hell)은 그레이트 야머스(Great Yarmouth)의 복스홀 홀리데이 리조트(Vauxhall Holiday Resort)에서 열리는 3일간의 음악 축제이다. 이전에는 노스웨일즈 귀네드(Gwynedd) 풀헬리(Pwllheli)에 있는 하판 이 모르 홀리데이 파크(Hafan y Môr Holiday Park)에서 열렸고, 2011년까지는 웨일즈 프레스타틴(Prestatyn)의 폰틴스 홀리데이 빌리지(Pontin's Holiday Village)에서 개최되었다. 홀리데이 캠프에서 페스티벌을 개최하면 주최측이 미리 설치된 장소와 무대를 확보할 수 있으며, 숙소가 마련되어 있어 야외 캠핑이 어려운 겨울/봄철에도 며칠 동안 축제를 개최할 수 있다. 첫 번째 페스티벌은 영국 마인헤드(Minehead)의 버틀린스 홀리데이 캠프(Butlins Holiday Camp)에서 열렸으나, 2008년에 현재 장소로 장소를 변경했다.